# Lobrathium brunneum
Lobrathium brunneum – gatunek chrząszcza z rodziny kusakowatych i podrodziny żarlinków (Paederinae).
Gatunek ten opisany został w 1931 roku przez Malcolma Camerona jako Lathrobium (Lobrathium) brunneum. Volker Assing dokonał jego redeskrypcji w 2012 roku.
Ciało od 11 mm długie. Głowa ciemnobrązowa, 1,1 razy dłuższa niż szersza, o tylnych kątach szeroko zaokrąglonych. Przedplecze barwy głowy, około 1,28 razy tak długie jak szerokie, punktowane podobnie jak głowa. Pokrywy rudobrązowe, 1,12 razy dłuższe od przedplecza, gęsto i grubo punktowane, o zaznaczonych kątach barkowych. W widoku bocznym zauważalna na pokrywach linia przykrawędziowa. Tylne skrzydła w pełni rozwinięte. Odnóża brązowe. Odwłok ciemnobrązowy z nieco jaśniejszym wierzchołkiem, bardzo delikatnie i gęsto punktowany, węższy od pokryw. Siódmy tergit z palisadą włosków. Ósmy sternit ze środkowym wgłębieniem płytkim i stosunkowo wąskim wcięciem tylnym. Edeagus z rozdwojonym wyrostkiem brzusznym.
Chrząszcz endemiczny dla Indii, znany wyłącznie z Sikkimu.